# 平原インターチェンジ
平原インターチェンジ（ひらはらインターチェンジ）は広島県尾道市平原3～4丁目及び吉和町に跨って設置されている、国道2号尾道バイパス上にあるインターチェンジである。

## 道路
- 国道2号尾道バイパス

## 接続道路
- 尾道市道

## 沿革
- 1995年（平成7年） 供用を開始する。

## 隣
尾道バイパス
栗原IC - 平原IC - 吉和IC

## 備考
- 本インターチェンジから北に行くと門田トンネルを通って尾道大学・久山田水源池方面に行ける（更に進むと三原市深町に出るのだが、道幅が狭い）。
- 本インターチェンジの東南には平原団地がある。本インターチェンジはこの団地への利便を図るために設置された。